# Arthur Roberts (Schauspieler)
Arthur David „Art“ Roberts (* 10. August 1938 in New York City, New York) ist ein US-amerikanischer Schauspieler und Synchronsprecher.

## Leben
Roberts wurde am 10. August 1938 in New York City geboren. Ab 1956 studierte er an der Harvard University Sozialwissenschaften, Psychologie und Englisch. 1962 schloss er sein Studium mit einem Bachelor of Arts cum laude ab. 1966 gab er sein Fernsehschauspieldebüt in einer Episode der Fernsehserie Hawk. Zwei Jahre später spielte er in einer Episode der Fernsehserie Mein Freund Ben mit. In den nächsten Jahren folgten weitere Besetzungen als Episodendarsteller, allerdings war er auch immer wieder in Spielfilmproduktionen zu sehen. 1981 spielte er in der Fernsehserie General Hospital die wiederkehrende Rolle des James Duvall. 1986 spielte er im Film Shopping die Rolle des Mr. Todd. Von 1998 bis einschließlich 1999 stellte er in insgesamt 26 Episoden der Fernsehserie Air America die Rolle des Jenner. 2005 spielte er im Horrorfilm Sharkman – Schwimm um dein Leben die Rolle des Feder. 2007 hatte er die wiederkehrende Rolle des Dr. Belmont in der Fernsehserie The Lair. 2017 stellte er im Katastrophenfilm Oceans Rising den halbsenilen Mel dar.
Seit mindestens Anfang der 1990er Jahre ist Roberts regelmäßig als Synchronsprecher zu hören. So war er unter anderen in der Videospielreihe Command & Conquer: Alarmstufe Rot zu hören.

## Filmografie (Auswahl)
- 1966: Hawk (Fernsehserie, Episode 1x10)
- 1968: Mein Freund Ben (Gentle Ben, Fernsehserie, Episode 1x25)
- 1970: Sweet Vengeance
- 1973: The House That Cried Murder
- 1975: Barnaby Jones (Fernsehserie, Episode 4x05)
- 1975: Bronk (Fernsehserie, Episode 1x12)
- 1975: Matt Helm – Im Dschungel der Großstadt (Matt Helm, Fernsehserie, Episode 1x12)
- 1976: Brenda Starr (Fernsehfilm)
- 1976: Spencers Piloten (Spencer’s Pilots, Fernsehserie, Episode 1x05)
- 1976; 1978: Starsky & Hutch (Fernsehserie, 2 Episoden, verschiedene Rollen)
- 1977: Die Straßen von San Francisco (The Streets of San Francisco, Fernsehserie, Episode 5x19)
- 1977: Detektiv Rockford – Anruf genügt (The Rockford Files, Fernsehserie, Episode 4x02)
- 1977; 1979: The Fisher Family (Fernsehserie, 2 Episoden, verschiedene Rollen)
- 1978: Notruf California (Emergency!, Fernsehserie, Episode 7x06)
- 1978: Maneaters Are Loose! (Fernsehfilm)
- 1978: Police Story – Immer im Einsatz (Police Story, Fernsehserie, Episode 5x07)
- 1978: The Great Brain
- 1978: Mule Feathers
- 1978: Viel Rauch um nichts (Up in Smoke)
- 1978: Wiedergeboren (Born Again)
- 1979: The Bermuda Triangle (Dokumentation)
- 1979: Kaz & Co (Kaz, Fernsehserie, Episode 1x13)
- 1979: Greatest Heroes of the Bible (Fernsehserie, Episode 2x07)
- 1980: Beyond Westworld (Fernsehserie, Episode 1x05)
- 1980; 1981: CHiPs (Fernsehserie, 2 Episoden, verschiedene Rollen)
- 1981: General Hospital (Fernsehserie, 5 Episoden)
- 1981: Killjoy – Mörderische Begegnung (Killjoy, Fernsehfilm)
- 1981: Deadly Vengeance
- 1982: Der Junge vom anderen Stern (The Powers of Matthew Star, Fernsehserie, Episode 1x05)
- 1983: Ein Colt für alle Fälle (The Fall Guy, Fernsehserie, Episode 2x22)
- 1983: Ninja II – Die Rückkehr der Ninja (Revenge of the Ninja)
- 1984: Zeit der Sehnsucht (Days of Our Lives, Fernsehserie, 2 Episoden)
- 1985: Hollywood Beat (Fernsehserie, Episode 1x05)
- 1986: Shopping (Killbots)
- 1987: Big Bad Mama
- 1988: Der Vampir aus dem All (Not of This Earth)
- 1988: Freddy’s Nightmares: A Nightmare on Elm Street – Die Serie (Freddy's Nightmares, Fernsehserie, Episode 1x10)
- 1989: Transylvania Twist
- 1991: Unter der Sonne Kaliforniens (Knots Landing, Fernsehserie, Episode 13x06)
- 1993: Doogie Howser, M.D. (Fernsehserie, Episode 4x19)
- 1993: Rorschach
- 1994: Illegal Entry: Formula for Fear
- 1995: Hard Attack – Tatort: Knast (Hard Justice)
- 1995: Not of This Earth (Fernsehfilm)
- 1995: Night Stand (Fernsehserie, Episode 1x30)
- 1996: Black Rose of Harlem
- 1996: Demolition High
- 1996: Glut der Begierde (Friend of the Family II)
- 1996: Justine – Heisskalte Leidenschaft (Justine: In the Heat of Passion)
- 1996: Crossroads Café (Fernsehserie, Episode 1x19)
- 1997: Lebensborn
- 1997: Expose
- 1997: Die Schattenkrieger (Soldier of Fortune, Inc., Fernsehserie, Episode 1x07)
- 1997: The Seller
- 1997: Swimsuit: The Movie
- 1997: Masseuse 2
- 1997: Legally Exposed
- 1997: Das Phantom der Lüste – Mein unsichtbarer Liebhaber (Butterscotch: Lost But Found)
- 1997: Außer Kontrolle (Click, Miniserie, 2 Episoden)
- 1998: Visions
- 1998: Fist of Doom
- 1998: Die kleine Hexe (Little Miss Magic)
- 1998: Maximum Security – Streng geheim (Maximum Revenge)
- 1998: Storm Trooper
- 1998: The Assault
- 1998: Mom’s Outta Sight
- 1998–1999: Air America (Fernsehserie, 26 Episoden)
- 1999: Partnertausch mit Folgen (Dangerous Invitation)
- 2001: Virtual Girl 2: Virtual Vegas
- 2001: English for All (Fernsehserie)
- 2001: A Passion (Fernsehfilm)
- 2002: Time Changer
- 2003: The Mummy’s Kiss
- 2003: The Pen (Fernsehserie)
- 2003: The Erotic Misadventures of the Invisible Man
- 2003; 2007: Scrubs – Die Anfänger (Scrubs, Fernsehserie, 2 Episoden)
- 2004: The Curse of the Komodo
- 2004: Countess Dracula’s Orgy of Blood
- 2004: Gargoyles – Flügel des Grauens (Gargoyle)
- 2005: Sharkman – Schwimm um dein Leben (Hammerhead: Shark Frenzy, Fernsehfilm)
- 2005: Carpool Guy
- 2006: Ways of the Flesh
- 2006: The Mummy’s Kiss: 2nd Dynasty
- 2007: The Lair (Fernsehserie, 5 Episoden)
- 2008: It’s a Wonderful Death (Kurzfilm)
- 2008: Midnight Movie
- 2008: Chocolate News (Fernsehserie, Episode 1x01)
- 2008: Shakespeare’s Home Improvement (Kurzfilm)
- 2009: Emergency Room – Die Notaufnahme (ER, Fernsehserie, Episode 15x14)
- 2009: The Next Race: The Remote Viewings (Kurzfilm)
- 2010: Change Your Life!
- 2011: Behind Your Eyes
- 2011: Dispatch
- 2011: Personal Finances (Kurzfilm)
- 2012: CSI: New York (Fernsehserie, Episode 8x18)
- 2012: 100,000 Zombie Heads
- 2013: DICE Awards Intro Film (Kurzfilm)
- 2013: Cat Power (Kurzfilm)
- 2013: Doll & Em (Fernsehserie, Episode 1x03)
- 2013: D-TEC: Pilot (Fernsehfilm)
- 2014: Girl of Steel: Fan Film (Kurzfilm)
- 2015: Für die zweite Liebe ist es nie zu spät (I'll See You in My Dreams)
- 2015: CollegeHumor’s Comedy Music Hall of Fame (Fernsehfilm)
- 2015: Scared Topless (Fernsehfilm)
- 2015: The Young and the Wrestlers (Fernsehfilm)
- 2016: A Father’s Secret (Fernsehfilm)
- 2016: Klaazor (Kurzfilm)
- 2016: Nuclear Family (Fernsehserie, 2 Episoden, verschiedene Rollen)
- 2016: Shock
- 2016: Ravenwolf Towers: The Feature
- 2016–2017: Ravenwolf Towers (Fernsehserie, 3 Episoden)
- 2017: Legend of the Naked Ghost (Fernsehfilm)
- 2017: Syndicate Smasher
- 2017: Le Pere (Kurzfilm)
- 2017: American Satan
- 2017: Filmmakers Anonymous
- 2018: AI-pocalypse (Kurzfilm)
- 2018: Jap (Kurzfilm)
- 2019: I Am Easy to Find (Kurzfilm)
- 2019: Who’s Caring for Kara (Kurzfilm)
- 2019: Me! Mary! (Kurzfilm)
- 2020: A Christmas for Mary (Fernsehfilm)
- 2022: Remembering Pegasus (Kurzfilm)
- 2022: Jacked
- 2022: Thanksgiving Mascarade
- 2023: West Coast Gothic
- 2023: Lost in Tomorrow
- 2024: Hollywood Hopeful
- 2024: Uninsured (Kurzfilm)
- 2024: The Billionaire’s Baby Bargain (Miniserie)

## Synchronisationen (Auswahl)
- 1992: Spirit of Wonder: Chaina-san no yûutsu (Kurzfilm)
- 1996: Command & Conquer: Alarmstufe Rot (Command & Conquer: Red Alert, Computerspiel)
- 2001: Spirit of Wonder: Shônen kagaku kurabu (Zeichentrickserie)
- 2009: The Brotherhood VI: Initiation
- 2012: Ray Bradbury’s Kaleidoscope (Kurzfilm)
- 2020: Command & Conquer: Red Alert Remastered